# Der Rabe von London
Der Rabe von London ist ein US-amerikanisches Stummfilmdrama aus dem Jahr 1926 von Tod Browning mit Lon Chaney sr., Owen Moore und Renée Adorée in den Hauptrollen. Der Film wurde von Metro-Goldwyn-Mayer produziert.

## Handlung
Der Varietémanager Dan Tate führt im Londoner Limehouse District ein geheimes Dreifachleben. Einerseits ist er Anführer einer Diebesbande, andererseits verkleidet er sich als Krüppel, um als sogenannter Bischof von Limehouse eine Hilfsmission zu leiten und gibt sich dabei als sein eigener Zwillingsbruder aus. Über der Mission hat er ein Zimmer, in dem er sich verkleiden kann. Als die Polizei einen Diebstahl untersucht und die Mission aufsucht, gibt der Bischof seinem schlafenden Bruder ein Alibi. Er geht hinauf, um für die unten wartenden Polizisten seinen Bruder zu holen, unterhält sich mit sich selbst in zwei Stimmen und zieht sich um. 
Später sitzt Dan in seinem Varieté und beobachtet die Ankunft einiger wohlhabender Londoner. Unter ihnen befindet sich Bertram Glade, der als Juwelendieb West End Bertie sein Unwesen treibt und sein aristokratisches Gehabe als Tarnung nutzt. Auch Dans Ex-Frau Polly kommt ins Theater. Auf ihre Begrüßung hin wendet er sich ab. Zu ihrem Unmut interessiert sich Dan mehr für die französische Puppenspielerin und Tänzerin Fifi Lorraine. Auch Bertie ist von der jungen Frau angetan. Nach ihrer Vorstellung findet Fifi in ihrer Garderobe ein Päckchen von Dan mit einer Pistole. Zur Rede gestellt erklärt Dan, dass sich Frauen gerade in diesem District schützen müssen. Als Dan bemerkt, wie Fifi eine Diamantkette bewundert, verspricht er ihr, solch eine Kette für sie zu beschaffen. 
Später erreicht Bertie seine Wohnung und holt Schmuck und Bargeld aus seinen Taschen. Bertie hat seinen Männern den Auftrag gegeben, die Besucher des Varietés zu bestehlen, auch ihn selber, und die Beute dann abzuliefern. Dan erscheint bei Bertie und verlangt als Boss der Unterwelt die Hälfte der Beute. Durch einen Münzwurf gewinnt er die Kette. Am nächsten Abend sind Dan und Bertie bei einer Aufführung Fifis zugegen. Dan lässt ihr Blumen zukommen, doch Bertie lädt Fifi in einen Nachtclub ein, in dem Leute wie Dan nicht willkommen sind. Polly versucht, Dans Interesse an ihr zu wecken und appelliert an seine gute Seite.
Über die nächsten Tage hinweg verliebt sich Bertie so sehr in Fifi, dass er bereit ist, sein Dasein als Dieb zu beenden. Zusammen suchen sie den Bischof auf, um ihre Hochzeit zu besprechen. In seiner Verkleidung untergräbt Dan Berties Absichten, als er ihn als Dieb entlarvt. Bertie bemerkt Fifis Enttäuschung und verspricht ihr, das ganze Diebesgut zurückzugeben. Auf einen Hinweis von Dan hin durchsucht die Polizei Berties Wohnung. Bertie flieht, und Dan erschießt einen Polizisten. Bertie versteckt sich bei Fifi, die den Bischof um Hilfe bittet, da sie an Berties Unschuld glaubt. Dan überzeugt sie, dass Bertie besser in der Mission versteckt sei. Als Fifi mit Bertie in der Mission erscheint, lässt Dan einige Bemerkungen über Bertie fallen, die Fifi glauben lassen, dass Bertie doch ein Verbrecher ist. Sie bricht weinend zusammen und Dan gesteht ihr seine Liebe.
Einer von Dans Handlangern hat der Polizei verraten, dass Dan der Mörder des Polizisten ist. Auch Polly hört davon und will Dan warnen. Dabei sieht sie, dass Dan Fifi küsst. Fifi verlässt das Zimmer, kurz bevor die Polizei erscheint. Um die Polizisten zu verwirren, simuliert Dan einen Kampf zwischen sich und dem Bischof. Dabei legt er schnell seine Verkleidung an. Als die Polizei die Tür aufbricht, kommt Dan ins Stolpern und bricht sich die Wirbelsäule. Die Polizisten bringen den Bischof ins Bett und eilen davon, um den augenscheinlich geflüchteten Dan zu fassen. Polly tritt ein, der Bischof bittet sie, Dans Kleidung, die er unter dem Bett versteckt hat, zu vernichten. Polly erkennt, dass Dan und der Bischof ein und dieselbe Person sind. Dan erliegt seiner schweren Verletzung. Der Bischof wird für seine guten Taten verehrt. Bertie und Fifi küssen sich. 

## Produktion

### Hintergrund
Gedreht wurde der Film ab Ende Oktober 1925 in den MGM-Studios in Culver City.
Ende September 1925 kündigte MGM an, dass Tod Browning mit Lon Chaney sr. an dem Film The Mocking Bird arbeiten werde. Der Arbeitstitel wurde erst im Januar 1926 zu The Blackbird geändert. 
In einem Interview im November 1925 erklärte Browning, dass der Charakter der Fifi Lorraine, dargestellt von der Französin Renée Adorée, an die aus Polen stammende Schauspielerin Anna Held angelehnt sei, die Browning und Chaney persönlich kannten. Der Film solle eine Art Denkmal für die sieben Jahre zuvor verstorbene Darstellerin sein.

### Stab
Cedric Gibbons und A. Arnold Gillespie waren für die Filmbauten zuständig.

### Besetzung
In kleinen nicht im Abspann erwähnten Nebenrollen traten Charles Avery, Lionel Belmore, Willie Fung und Polly Moran auf.

## Veröffentlichung
Die Premiere des Films fand am 9. Januar 1926 in Los Angeles und San Francisco statt. Im Deutschen Reich kam er im Juni 1926 in die Kinos. In der Bundesrepublik Deutschland wurde er am 12. März 1995 im deutschen Fernsehen ausgestrahlt.

## Kritiken
Der Filmkritiken-Aggregator Rotten Tomatoes hat in einer Auswertung ein Publikumsergebnis von 31 Prozent positiver Bewertungen ermittelt.
Die Filmzeitschrift Cinema befand: „Spannende kleine Perle aus der Stummfilm-Ära.“
Mordaunt Hall von der The New York Times beschrieb den Film als mitreißendes Werk und fesselndes Gaunerdrama mit intelligent nachgebauten Szenenbildern und einem unfehlbaren Lon Chaney, der die Möglichkeit habe, seine Vorliebe zur Darstellung verdrehter und angeschlagener Charaktere zu befriedigen.